# Chasse (outil)
Pour les articles homonymes, voir Chasse (homonymie).
La chasse désigne différents outils :

## Maçonnerie
La chasse est un outil des carriers, des tailleurs de pierre et des maçons. C'est un outil d'attaque directe, en acier très résistant, percuté par une massette. Son extrémité biaisée permet de dégager un plan franc dans la pierre de façon nette et précise.

## Serrurerie
En serrurerie :
- une chasse carrée est une espèce de marteau à deux têtes carrées, dont l'une est acérée et l'autre ne l'est point ;
- une chasse à biseau est un outil de même forme, à l'exception que la tête acérée est en pente, l'autre servant à refouler le fer.